# 林隆敏
林 隆敏（はやし たかとし、1966年10月 - ）は、日本の会計学者。監査論が専門。関西学院大学商学部教授。金融庁企業会計審議会委員、公認会計士試験委員（2008年12月 -2010年02月 ）。愛媛県出身。

## 経歴
- 1985年4月　関西学院大学商学部入学。
- 1989年3月　関西学院大学商学部卒業。
- 1991年3月　関西学院大学商学研究科博士課程前期課程修了。
- 1994年3月　関西学院大学商学研究科博士課程後期課程単位取得退学。
- 1994年4月　甲子園大学経営情報学部専任講師。
- 1999年4月　関西学院大学商学部助教授。
- 2005年4月　関西学院大学商学部教授。
- 2005年9月　トロント大学ロットマン・スクール・オブ・マネジメント客員研究員[1]。
- 2006年12月 公認会計士試験試験委員[1]。
- 2007年2月　著書『継続企業監査論－ゴーイング・コンサーン問題の研究－ 』により、関西学院大学より商学博士の学位を授与される。
  - この間、大阪学院大学・神戸大学・関西大学・大阪経済大学・熊本学園大学でも非常勤講師を勤める。
- 2016年4月　関西学院大学学長補佐[1]。
- 2016年6月　関西電力経営監査委員会委員[1]。
- 2018年4月　関西学院大学商学部長に就任[1]。
- 2020年4月　関西学院大学先端社会研究所副所長[1]。
- 2021年2月　金融庁企業会計審議会委員[1]。

## 著書・訳書
- 『新会計学演習』（増谷裕久と共著）（中央経済社、1999年）
- 『継続企業監査論－ゴーイング・コンサーン問題の研究－ 』（単著）（中央経済社、2005年4月）
- 『監査論の基礎』（石田三郎・岸牧人と共著）（東京経済情報出版、2011年3月）
- 『実証的監査理論の構築』（伊豫田隆俊・松本祥尚・浅野信博・高田知実と共著）（同文館、2012年1月）
- 『わが国監査報酬の実体と課題』(監査人・監査報酬問題研究会編著（共著者含）)（日本公認会計士出版局、 2012年7月）
- 『ベーシック監査論』（伊豫田隆俊・松本祥尚と共著）（同文館、2022年11月（九訂版））

その他共著・論文が多数あり。

## 門下生（研究者）
堀古秀徳 - 西南学院大学商学部准教授
松尾慎太郎 - 東北公益文科大学経営コース准教授
川端千暁 - 中央大学商学部助教